# Rodica Draghincescu

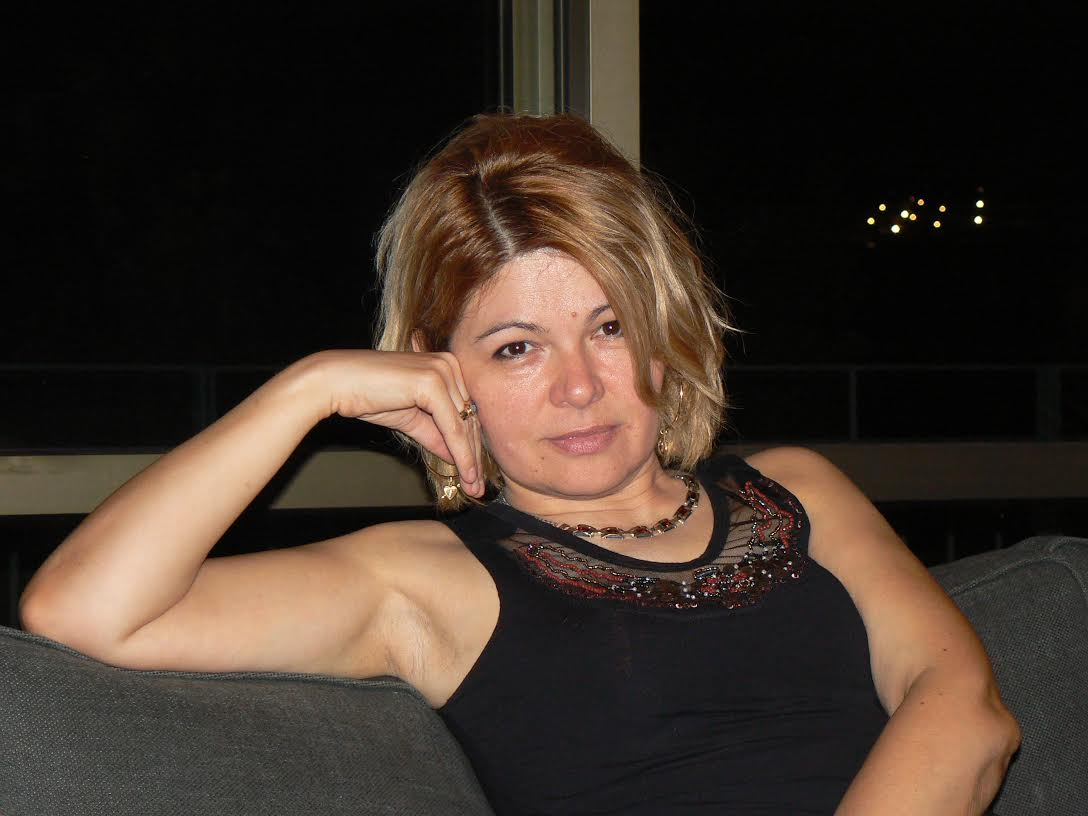
Rodica Draghinescu (2008)

Rodica Draghincescu (* 29. November 1962 in Buzias,  Rumänien) ist eine zeitgenössische rumänisch-französische Autorin. Sie schreibt Lyrik, Romane, Essais und übersetzt andere Autoren. Sie zählt zur Generation der provokativen und subversiven Autoren, die sich Anfang der 1990er Jahre in Rumänien entwickelte.

## Werdegang
Rodica Draghincescu studierte von 1980 bis 1984 rumänische und französische Literatur an der West-Universität Temeswar. Ihre ersten Veröffentlichungen stammen aus dem Jahr 1993. Im Anschluss an ihr Studium arbeitete sie mehrere Jahre für verschiedene Lehr- und Forschungsinstitute in Rumänien: der West-Universität Temeswar, der Rumänischen Akademie und der Universität Tibiscus. Sie war Dozentin für französische Sprache und Literatur forschte im Bereich der romanischen Sprachen. Im Jahr 2000 verließ sie ihr Heimatland und arbeitete u. a. in Stuttgart  (Stipendium Schloss Solitude) und tourte durch Kanada und die USA. Rodica Draghincescu lebt seit 2005 in der Nähe von Metz (Frankreich).
Von 2006 bis 2009 war sie künstlerische Leiterin des internationalen Poesiefestivals TERRA NUOVA (Metz). Künstler wie Hélène Martin, Jean-Luc Kockler, Jean-Pascal Boffo, Dorothea Fleiss, Philippe Joncquel, Gilbert Sand, Serge Rey sowie Michel Biehler haben ihre Gedichte performatif und musikalisch bearbeitet. 2010 gründete sie das mehrsprachige Webmagazin Levure Littéraire, in welcher Künstler verschiedener Sprachen und Ausdrucksformen ihre Arbeiten veröffentlichen und sich vernetzen können. Zudem gehört sie zum Redaktionsteam der deutschen Literaturzeitschrift „Matrix“ und arbeitet regelmäßig für das Radio, so für die Sender TVRI,  RTVR Bukarest, Radio France Internationale (RFI) und France Culture Paris, WDR sowie Radio Deutsche Welle.
Rodica Draghincescu ist Mitglied mehrerer Schriftstellervereinigungen, wie dem rumänischen Schriftstellerverband (Uniunea Scriitorilor din România, filiala Bucureşti), der deutschen Literaturvereinigung „Die Kogge“, der Maison des écrivains et de la littérature in Paris, der Société des gens de lettres (SGDL) in Paris und der Academia Mondiale della poesia in Verona, Italien.
Sie ist Schirmherrin des seit 2015 laufenden deutsch-französischen Fahrrad-Theaterprojekts maneges-kreise.com.
Ihre Texte wurden in 18 Sprachen übersetzt.

## Auszeichnungen
- Sonderpreis der frankophonen Lyrik, ausgezeichnet von der Académie des Lettres et des Arts du Périgord,[9] für den Gedichtband „Poèmes de Timisoara“, Bordeaux 1992.[10][11]
- Preis des rumänischen Schriftstellerverbandes und der Schriftstellervereinigung von Dobroudscha, für ihr Prosadebüt Distance entre un homme habillé et une femme telle qu’elle est, 1996.[12]
- Sonderpreis in der Kategorie „Ausland“ beim Festival international de poésie Goccia di Luna, Pomezia (Rom), Italien 1995.[13][14]
- Großer Preis der Avantgardistischen Lyrik „Géo Bogza“, vergeben vom Rumänischen Schriftstellerverband und der Maison d’édition Vinéa, Bukarest 1999.[15]
- Sonderpreis des Poesie-Festival von Oradea und der Académie de sciences et de lettres d’Oradea (Rumänien) für die Anthologie Ah ! Rumänien 1998.
- Poesie-Preis des rumänischen Schriftstellerverbandes (Uniunea Scriitorilor din România, filiala Bucureşti),[16] für den Gedichtband Eu-genià, éditions Vinéa, Bucarest 2000.
- Europäischer Preis Le Lien, Internationales Poesie-Festival Terra nova, für ihr lyrisches Gesamtwerk, Metz-Nancy 2006.[17]
- Europäische Literatur und Poesiepreis Virgile, Société des Poètes Français,[18] Paris 2013.[19]

## Veröffentlichungen
- Schreiben Leben. Interviews und Essais. Pop Verlag, Leonberg 2005.
- À vau-l’eau. Roman. Übersetzt aus dem Rumänischen. arHsens édiTions, Paris 2006.
- Blé blanc. Lyrik. Éditions TranSignum, Paris 2007.
- Seulement. Interviews mit sieben jungen Talenten der zeitgenössischen Lyrik. Éditions Le chasseur abstrait, Toulouse, 2008.
- Sag nie wieder! Lyrik. Übersetzt von Rüdiger Fischer. H. Schiller Verlag, Berlin 2011.[20]
- RA(ts). Lyrik. Mit Illustrationen von Marc Granier. Éditions Le Petit Pois, Béziers 2012.[21]
- Words, Under My Skin. Lyrik. Übers.: Howard Scott. Finishing Line Press, Georgetown, Kentucky 2014.
- A Sharp Double Edged Luxury Object. Cervena Barva Press, Boston USA 2014.[22]
- Rienne. Lyrik und Aphorismen. Éditions de l’Amandier, Paris 2015.[23]
- Du bist ich. Töte mich! Gedichte. Übersetzung: Christina Gumz. Klak Verlag, Berlin 2018.[24]
- Die Fee der Teufel. Roman. Übersetzung: Eva Ruth Wemme. Klak Verlag, Berlin 2018.[25]
- Copilul Cu Piele De Iarnă. Gedichtband, in rumänischer Sprache. Verlag: Editura Traces Arte. Bukarest 2020.[26]